# Anthidium sertanicola
Anthidium sertanicola is een vliesvleugelig insect uit de familie Megachilidae. De wetenschappelijke naam van de soort is voor het eerst geldig gepubliceerd in 1964 door Moure & Urban.